# بركان (فلم 1997)
بركان (بالإنجليزية: Volcano) هو فيلم كوارث أنتج في سنة 1997 من إخراج مايك جاكسون وبطولة تومي لي جونز وآن هاش ودون شيدل، جونز ضمن طاقم على رأس مكتب مقاطعة لوس أنجليس لإدارة الطوارئ الذي لديه سلطة كاملة في حال حدوث طارئ أو كارثة طبيعية، يحاول تحويل مسار تدفق الحمم الخطرة في شوارع لوس أنجليس بعد ثوران بركان.

## طاقم العمل
- تومي لي جونز - مايكل «مايك» رورك
- آن هاش - د. أيمي بارنز
- غابي هوفمان - كيلي رورك
- دون شيدل - إيميت ريس
- جاكلين كيم - د. جاي كالدر
- كيث ديفيد - لوتينانت إدوين «إد» فوكس
- جون كوربيت - نورمان كالدر
- مايكل ريسبولي - جاتور هاريس
- جون كارول لينش - ستانفورد «ستان» أولبر
- دايتون كالي - روجر لافر
- فالنتي رودريجيز - سائق قطار

## وصلات خارجية
- مقالات تستعمل روابط فنية بلا صلة مع ويكي بيانات